# Petar Andrijić
Petar Andrijić (15. stoljeće – 16. stoljeće.), hrvatski graditelj i klesar.
Petar Andrijić, pripadnik je glasovite korčulanske graditeljske i klesarske obitelji Andrijić (Andrija Marković, Marko Andrijić, Nikola Blažev, Josip Markov). U dokumentima se spominje od 1492. do 1553. godine. Sin je Marka Andrijića. 
Vodio je uspješnu radionicu u Dubrovniku. Od 1520. godine radio je na popravcima Kneževa dvora. Radio je na dvorišnim arkadama gdje izrađuje šest oktogonalnih stupova za galeriju kata i jedan valjkasti stup u prizemlju.
1520. godine u Dubrovniku počinje graditi svoje najznačajnije ostvarenje- zavjetnu crkvu sv. Spasa. 1526. godine u Stonu uređuje gradske solane. 1538. godine u dvorištu ljetnikovca plemićke obitelji Bunić u Rijeci dubrovačkoj gradi kapelicu i izrađuje krunište bunara. U isto vrijeme radio je i kamenu plastiku za dubrovačku crkvu Blagovijesti kraj vrata od Ploča.
Također mu se pripisuju i dvije sjeverne kapele franjevačke crkve u Hvaru.